# Achille Jean-Baptiste Leboucher
Pour les articles homonymes, voir Leboucher.
Achille Jean-Baptiste Leboucher né à Paris le 10 février 1793 et mort à Paris 7e arrondissement le 10 janvier 1871 est un peintre, dessinateur, pastelliste et aquarelliste français.

## Biographie
Achille Jean-Baptiste Leboucher entre à l'École des beaux-arts de Paris le 20 mars 1818 dans l'atelier d'Antoine-Jean Gros. Il expose au Salon de 1833 à 1840 en envoyant des portraits et des paysages comportant des animaux. 
Proche de la famille de la reine Marie-Amélie de Bourbon, duchesse d'Orléans, puis reine des Français, il fut chargé par cette dernière de copier à l'aquarelle de nombreux tableaux des collections  de la famille d'Orléans dans les galeries du Palais-Royal, ainsi que dans les différentes résidences de la famille. Parmi ceux-ci une Vue du palais d'Orléans à Palerme d'après le tableau de 1832 d'Antoine-Edmond Joinville (1801-1849). Louis-Philippe lui commanda également plusieurs copies des portraits historiques
Il demeure à Paris au 21, rue des Trois-Frères en 1837.

## Œuvres dans les collections publiques
- Eu, château d'Eu : Portrait du roi Louis IX.
- Paris, Banque de France : Le Duc de Penthièvre et sa famille dit aussi La Tasse de chocolat.
- Versailles, musée de l'Histoire de France :
  - Charles duc de Brunswick-Wolfenbuttel ;
  - François III duc de Lorraine et de Bar.

## Salons
- 1837 : Vaches dans une prairie sur les bords de la Bresle, no 1019.

## Élèves
- Jules-Émile Saintin (1829-1894)[réf. nécessaire].